# Ḱ
La letra k con acento agudo (Ḱ ḱ) es una letra del alfabeto latino extendido que resulta de una K con un acento agudo.
Se usa en varios idiomas:
- transliteración de la letra cirílica kje que se usa en el idioma macedonio
- /qʷ/ en la ortografía del saanich
- para representar el fonema protoindoeuropeo /kʲ/

## Unicode
Sus códigos de Unicode son U+1E30 para Ḱ y U+1E31 para ḱ.
| Carácter      | Ḱ                                 | Ḱ                                 | ḱ                               | ḱ                               |
| ------------- | --------------------------------- | --------------------------------- | ------------------------------- | ------------------------------- |
| Unicode       | LATIN CAPITAL LETTER K WITH ACUTE | LATIN CAPITAL LETTER K WITH ACUTE | LATIN SMALL LETTER K WITH ACUTE | LATIN SMALL LETTER K WITH ACUTE |
| Codificación  | decimal                           | hex                               | decimal                         | hex                             |
| Unicode       | 7728                              | U+1E30                            | 7729                            | U+1E31                          |
| UTF-8         | 225 184 176                       | E1 B8 B0                          | 225 184 177                     | E1 B8 B1                        |
| Ref. numérica | &#7728;                           | &#x1E30;                          | &#7729;                         | &#x1E31;                        |